# Призначення (фільм, 1980)
«Призначення» (рос. «Назначение») — радянський комедійний мелодраматичний художній телефільм, поставлений у 1980 році режисером Сергієм Колосовим за однойменною п'єсою Олександра Володіна 1963 року.

## Сюжет
Олексій Лямін — розумна, талановита, інтелігентна і скромна людина, яка абсолютно не вміє керувати людьми й приймати жорсткі рішення. Він швидше рядовий, ніж головнокомандувач. Попри цю якість, його призначають на посаду начальника в установі, де він працював раніше в колективі людей, над якими тепер повинен командувати, і в підпорядкуванні у свого «друга» Миколи Куропєєва, людини корисливої й переслідуючої виключно особисті інтереси. Так, він використовує Олексія для написання наукових статей, які потім публікує від свого імені. Він і порекомендував Олексія на своє місце, щоб потім вимагати від нього «дружніх» послуг як винагороду.
На новому місці Олексій закохується у свою секретарку Нюту і несподівано для своїх батьків одружується з нею. Підлеглі починають використовувати м'який характер колишнього колеги та нинішнього начальника, відпрошуючись раніше з роботи або раптово вимагаючи відпустку. Намагаючись впоратися з новою посадою, а також під впливом прямолінійної дружини, Олексій змушений показати себе на роботі з невластивого йому боку і часом проявляти жорсткість. Одного разу справа трохи не доходить до трагічного випадку: колега Ляміна Люба через зраду чоловіка спробувала накласти на себе руки. Після цього Лямін збирається піти з поста керівника, вважаючи, що він не та людина, яка може розпоряджатися чужими долями.
На місце Ляміна призначають якогось Муравєєва, як дві краплі води схожого на Куропєєва не тільки зовні, але і за стилем керівництва. Олексій розуміє, що йому не можна йти, якщо новий начальник не буде рахуватися з особистими особливостями підлеглих і входити в їхнє становище. Він проганяє Муравєєва і залишається.

## У ролях
- Андрій Миронов —  Олексій Юрійович Лямін
- Олександр Калягін —  Микола Степанович Куропєєв / Муравєєв
- Ірина Купченко —  Анна Іванівна, закохана в Ляміна секретарка
- Марія Миронова —  Лідія Григорівна, мати Ляміна
- Іван Воронов —  Юрій Петрович, батько Ляміна
- Олександр Граве —  Іван Никифорович Єгоров
- В'ячеслав Платонов —  Олександр Сучков
- Ніна Корнієнко —  Любов Володимирівна Нікуліна
- Катерина Зінченко —  дівчина, якій потрібна довідка
- Федір Савостьянов — епізод
- Галина Самохіна

## Знімальна група
- Автор сценарію:  Олександр Володін
- Режисер-постановник:  Сергій Колосов
- Оператор-постановник:  Анатолій Петрицький
- Художник-постановник:  Михайло Карташов
- Композитор:  Євген Крилатов